# Wright Flyer II
Il Wright Flyer II, un biplano monomotore propulso da due eliche, fu il secondo aeroplano costruito dai fratelli Wilbur e Orville Wright. Volò per la prima volta nel maggio 1904, e consentì ai due pionieri dell'aviazione di Dayton di proseguire gli esperimenti che avevano iniziato negli ultimi mesi del 1903 con il Flyer I.

## Storia del progetto
Il Flyer II nacque come sviluppo migliorato del Flyer I, sul quale i Wright avevano eseguito con successo quattro voli il 17 dicembre 1903. Anche se in tale occasione l'obiettivo di alzarsi in volo era stato raggiunto (cioè la macchina si era alzata sfruttando unicamente la potenza del suo motore ed aveva volato per diverse decine di secondi atterrando in un punto alla stessa altezza di quello da cui era decollata) c'era ancora molto spazio per sviluppi ulteriori: il Flyer I aveva volato esclusivamente in linea retta a pochi centimetri dal suolo, ed inoltre era estremamente instabile e difficile da controllare; mentre era chiaro che, per essere veramente pratica, una macchina volante doveva potersi alzare a una quota sufficiente per evitare alberi ed edifici, e doveva essere in grado di virare e compiere con una certa facilità altre manovre complesse.
Il problema più serio che affliggeva il loro primo aereo, che i due fratelli tentarono di risolvere sul secondo, era la grave instabilità di beccheggio; essa, unita all'ipersensibilità del timone di profondità, aveva reso il Flyer I quasi ingovernabile (e aveva causato, tra l'altro, l'incidente che aveva gravemente danneggiato il velivolo alla fine della sua sola giornata di volo).
Il problema venne risolto spostando leggermente più avanti l'equilibratore e appesantendone il bordo d'attacco, con l'obiettivo di spostare il baricentro dell'aereo in una posizione più avanzata. A parte queste modifiche, che migliorarono la stabilità dell'aereo pur senza risolvere completamente i suoi problemi di controllabilità, lo sviluppo del Flyer II si ridusse alla ricostruzione del Flyer I intorno a un motore più potente, dopo aver sostituito la precedente struttura in abete rosso con una in pino bianco.
Le altre limitazioni che affliggevano il Flyer I, e che vennero superate solo parzialmente con il Flyer II, avrebbero visto la loro soluzione definitiva nel 1905 con il Flyer III.

## Tecnica
Il progetto del Flyer II era molto simile a quello del Flyer I, perché le sperimentazioni sul primo modello non erano state abbastanza approfondite da procedere già con dei miglioramenti: la configurazione era la stessa, quella di un biplano canard con doppie superfici di controllo; la struttura era sempre lignea, anche se in pino anziché in abete, e le dimensioni erano rimanste invariate.
Inizialmente il serbatoio del carburante e il radiatore erano stati spostati più indietro rispetto alla posizione che avevano occupato sul Flyer I; era stata spostata anche la cerniera dell'equilibratore, nel tentativo di rendere quell'organo di controllo meno sensibile, e inoltre la struttura dei timoni era stata irrobustita. Il Flyer II, comunque, rimaneva un aereo sperimentale: molti di questi punti, e altri ancora, vennero più volte riconsiderati e modificati.
Tuttavia, le differenze più importanti tra il Flyer II e il modello precedente risiedevano nel motore e nel profilo dell'ala. Il motore era sempre un quattro cilindri in linea che muoveva due eliche rotanti in direzioni opposte, ma era notevolmente più evoluto di quello del 1903: disegnato da Wilbur e Orville Wright e costruito dal meccanico Charlie Taylor, il propulsore del 1904 aveva un sistema di raffreddamento migliorato, un impianto di lubrificazione a pressione, una pompa di alimentazione e un congegno di sgravo della pressione che, impedendo alle valvole di chiudersi completamente quando erano le eliche ad imprimere la rotazione all'albero a camme, facilitava l'avviamento e consentiva alle eliche stesse di muoversi più liberamente nel vento quando il velivolo planava.
Per quanto riguardava l'ala, sul Flyer II venne sperimentato un nuovo profilo dalla curvatura ridotta del 20%; i fratelli Wright speravano in questo modo di ridurre la resistenza aerodinamica, ma in pratica anche la portanza disponibile diminuì considerevolmente, in misura tale da non poter essere del tutto compensata dall'aumento di potenza del motore.
Dal 7 settembre 1904 (parecchio tempo dopo l'inizio dei voli, il 23 maggio) i Wright cominciarono a impiegare una sorta di catapulta per facilitare il decollo dell'aereo quando il vento era troppo debole o soffiava dalla direzione sbagliata. Un peso da 725 chilogrammi appeso in cima a un'impalcatura alta 6 metri era collegato con una fune e un sistema di pulegge a un carrellino scorrevole (montato su una rotaia in legno simile a quella da cui decollava anche il Flyer I) su cui si trovava l'aeroplano; grazie al complesso di carrucole, la caduta del peso da un'altezza di 5 metri accelerava il carrello lungo la rotaia per ben 15 metri, rendendo il lancio del velivolo molto più agevole, anche in mancanza dei forti venti contrari che avevano caratterizzato i voli di Kitty Hawk.

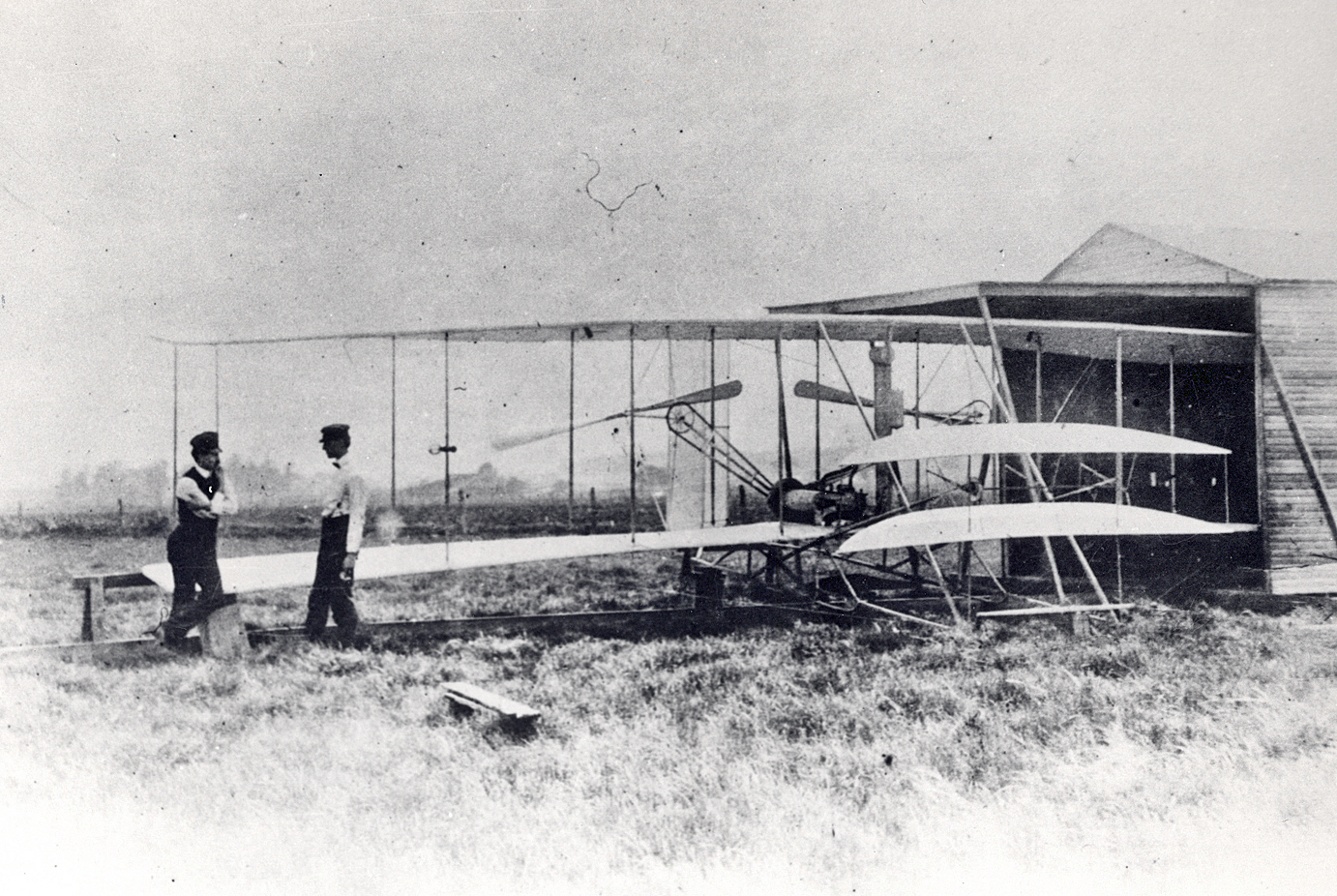
Orville e Wilbur Wright (rispettivamente a sinistra e a destra) con il Flyer II davanti a un hangar a Huffman Prairie, 1904.

## Impiego sperimentale
I Wright, che avevano condotto le prove del 1903 a Kitty Hawk, nel Carolina del Nord, si erano presto resi conto che avevano bisogno di una base più vicina e più facile da raggiungere per poter svolgere le loro sperimentazioni più facilmente e con più assiduità. Pertanto avevano chiesto e ottenuto il permesso di utilizzare un campo di 34 ettari, noto come Huffman Prairie, al suo proprietario Torrence Huffman: il campo era 13 chilometri a nord-est di Dayton, Ohio, dove i fratelli vivevano e gestivano un negozio di biciclette. Fu lì che, in un hangar di legno montato apposta, il Flyer II venne assemblato, e fu sempre lì che svolse le sue prove di volo.
Il primo tentativo di alzarsi dal suolo avvenne il 23 maggio 1904, di fronte a 40 spettatori, ma l'aereo non riuscì a decollare. Fu solo tre giorni dopo, il 27, che il Flyer II riuscì a compiere un breve balzo di 7 metri e mezzo. Le difficoltà riscontrate nel far decollare il Flyer II furono dovute alla scarsa efficienza del nuovo profilo alare, oltre che alla mancanza di vento e alla minore densità dell'aria di Dayton rispetto a quella di Kitty Hawk (dovuta alla quota più elevata e alla maggiore temperatura); tuttavia, alcuni storici ritengono possibile che i Wright fecero fallire deliberatamente i primi tentativi di decollo per evitare che la stampa si interessasse al loro lavoro, rischiando in tal modo di distrarli e di consentire a terzi di rubare le loro idee.
Nei 40 tentativi successivi, proseguiti fino a tutto l'agosto 1904, il velivolo compì altri brevi voli senza però riuscire a superare distanze di 200 metri (appena tre quarti della distanza coperta dal più lungo volo del Flyer I): il problema era la mancanza di vento contrario, senza il quale la velocità relativa all'aria del Flyer II era troppo bassa per decollare, ed era aggravato dal fatto che il profilo modificato produceva una portanza inferiore a quella che era stata disponibile nel 1903.
I Wright risolsero il problema sviluppando una catapulta che si rivelò capace di sopperire alla mancanza di vento accelerando il velivolo nella fase di decollo grazie alla caduta di un grosso peso. Il primo lancio assistito con la catapulta, che si svolse il 7 settembre 1904, fu un successo: una volta staccatosi dal suolo l'aereo si comportò bene, e la durata e la complessità dei voli da allora in poi andarono crescendo stabilmente.
Entro il 15 settembre i due fratelli erano riusciti a compiere voli anche di mezzo miglio (800 metri), eseguendo con successo delle virate. Il 20 settembre portarono a termine la prima virata di 360 gradi mai eseguita da un aeroplano, nel corso di un volo ai comandi di Orville che durò un minuto e mezzo e coprì una distanza di circa 1200 metri. Nei due voli migliori del modello II, il 9 novembre e il 1º dicembre 1904, l'aeroplano rimase in volo per più di 5 minuti (e quasi 5 chilometri) ogni volta.
Tra il 23 maggio e il 9 dicembre, quando lasciarono Huffman Prairie per l'inverno, i Wright eseguirono un totale di 105 lanci nel corso dei quali accumularono complessivamente 45 minuti di volo.

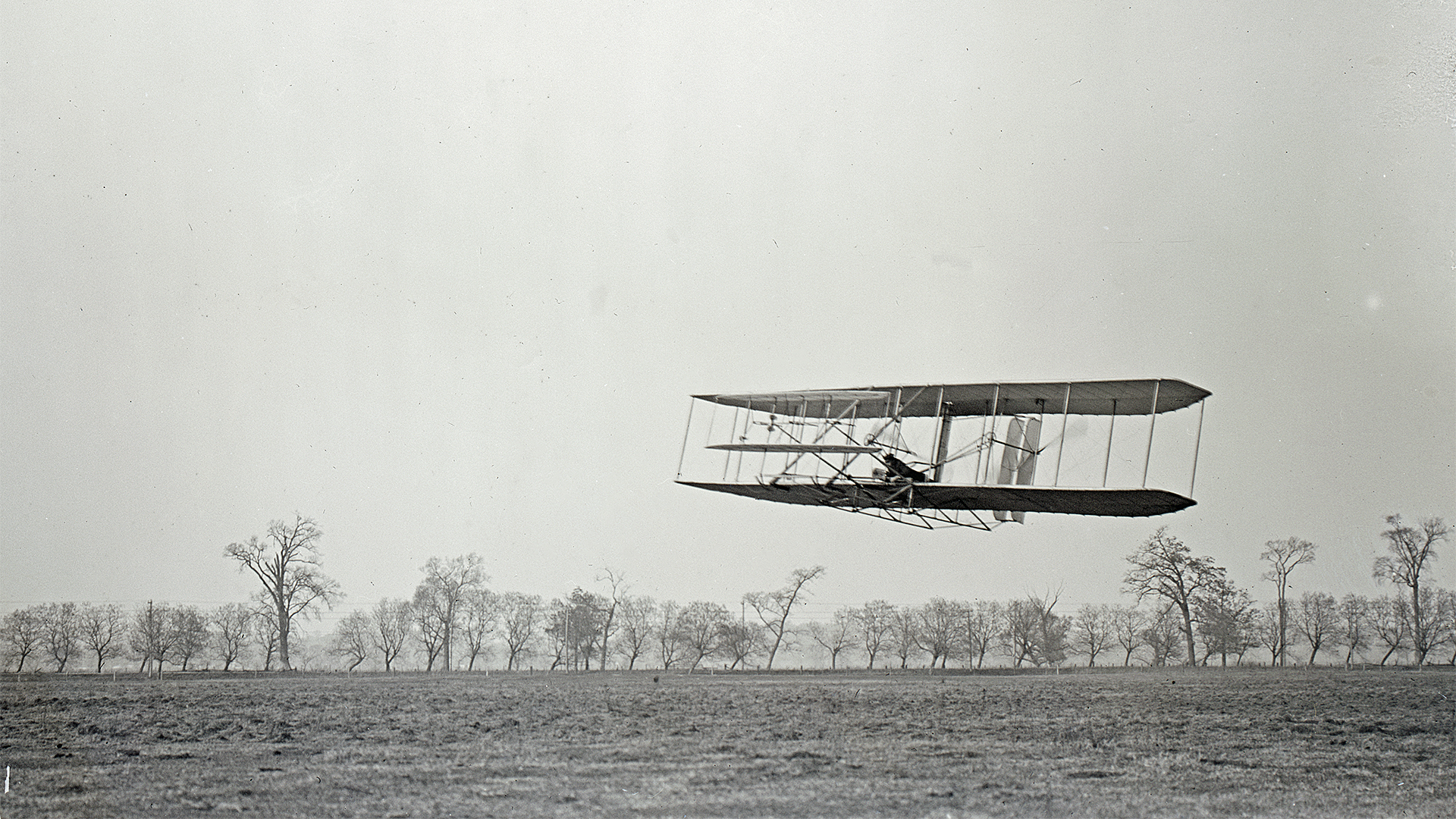
L'ottantacinquesimo volo del Flyer II, con Orville ai comandi, durò 40 secondi e coprì una distanza di 540 metri.

In tutte queste prove lo svergolamento alare diede risultati soddisfacenti nel controllo del rollio, e consentì di compiere virate controllate con una certa facilità. Il problema del controllo del beccheggio, invece, rimaneva grave: l'equilibratore era ancora troppo sensibile, e inoltre l'aereo a volte cominciava a oscillare senza motivo, rischiando di causare incidenti gravi (in effetti il Flyer II andò incontro a un certo numero di piccoli incidenti, specialmente man mano che i voli divenivano lunghi, ma senza mai conseguenze gravi per la struttura o i piloti). Il fatto di aggiungere peso all'equilibratore migliorò la situazione, senza però portare alla soluzione definitiva del problema.
Nel corso delle prove di volo, il velivolo subì comunque parecchie modifiche: i pattini di legno su cui l'aereo atterrava vennero ingranditi per tenere il corpo dell'aereo (e in particolare le eliche) lontano dal suolo; il motore venne spostato, prima indietro e poi avanti, e il radiatore (che inizialmente era a sua volta stato spostato indietro) venne raddoppiato, con l'aggiunta di un secondo elemento in posizione frontale per il raffreddamento del motore; il serbatoio del carburante venne ingrandito, le eliche allungate e ridisegnate, e anche la forma dei timoni verticali venne rivista.
Nell'inverno tra il 1904 e il 1905 i Wright si dedicarono allo studio di un nuovo aereo, capace di risolvere finalmente i problemi di stabilità dei due modelli che avevano sperimentato fino ad allora. Il Flyer II venne smontato: le sue parti di metallo (essenzialmente il motore, le trasmissioni e i supporti delle eliche) furono conservate e poi riutilizzate su quello che sarebbe divenuto il Flyer III; le parti di legno e tela, cioè la struttura e il rivestimento, vennero bruciate nel 1905.